# Hypnotic (film, 2002)
Pour les articles homonymes, voir Hypnotic et Doctor Sleep.
Hypnotic (Doctor Sleep) est un film britannique réalisé par Nick Willing et sorti en 2002. Il s'inspire du livre de Madison Smartt Bell, Doctor Sleep. C'est un thriller fantastique qui met aux prises un hypnotiseur (Goran Visnjic) et un tueur d'enfants sataniste.
Ce film à petit budget, sans acteur connus à l'affiche, s'il a été plutôt bien accueilli par la critique, n'a pas rempli les salles.

## Synopsis
Le docteur Michael Strother (Goran Visnjic), est un hypnothérapeute londonien spécialisé dans la désintoxication tabagique. Parfois, lors de brefs « flashs », il entrevoit des pensées qui obsèdent ses patients. Ce fut le cas lorsqu'il soigna Janet Losey (Shirley Henderson), qui travaillait pour Scotland Yard : il voyait une petite fille qui se noyait dans un lac. L'enquêtrice comprit qu'il s'agissait de la jeune Heather (Sophie Stuckey), qui venait d'échapper à un tueur en série pédophile en sautant d'un pont. Mais l'enfant traumatisé s'enferma  dans le mutisme. Janet parvint à convaincre Michael d'utiliser ses dons sur la fillette afin de lui redonner l'usage de la parole, et pour qu'elle leur dise ce qu'elle sait sur le tueur d'enfants. Lors d'analyses médicales, il fut découvert que ce dernier, un théosophe, a injecté son propre sang dans les veines d'Heather et a prélevé celui de la fillette. Il a procédé de la même façon avec ses trois précédentes victimes (qui sont décédées à la suite d'une incompatibilité sanguine). Le criminel espérerait ainsi cesser de vieillir.

## Fiche technique
Sauf indication contraire, les informations mentionnées dans cette section peuvent être confirmées par la base de données cinématographiques IMDb,  présente dans la section « Liens externes ».
- Titre français : Hypnotic
- Titre original : Doctor Sleep
- Titre américain : Close Your Eyes
- Réalisation : Nick Willing
- Scénario : Madison Smartt Bell (roman), William Brookfield, Nick Willing
- Production : Michele Camarda
- Producteurs exécutif : Mike Phillips et David M. Thompson
- Sociétés de production : British Broadcasting Corporation (BBC), Film Council, Kismet Film Company
- Distribution : First Look International, Palisades Pictures, Deal
- Effets spéciaux : Men From Mars, Millennium FX, Moving Picture Company (MPC)
- Budget : n/a
- Musique : Simon Boswell
- Caméraman : Peter Sova (en)
- Directeur artistique : Mark Kebby
- Montage : Niven Howie (de)
- Costumes : Hazel Pethig
- Pays d'origine :  Royaume-Uni
- Format : Couleurs - 2,35:1 - Dolby Digital - 35 mm
- Genre : thriller
- Durée : 108 minutes
- Dates de sortie : 
  - Israël : 16 août 2002
  - France : 2 avril 2004 (Festivals de cinéma à Paris et à Valenciennes)
  - France : janvier 2003 (festival Fantastic'Arts de Gérardmer)
  - Royaume-Uni : 2 septembre 2004
- Interdit aux moins de 12 ans lors de sa sortie en France

## Distribution
- Goran Višnjić (VF : Stéphane Ronchewski) : Dr Michael Strother
- Shirley Henderson : Janet Losey
- Sophie Stuckey (VF : Camille Donda) : Heather
- Miranda Otto (VF : Marjorie Frantz) : Clara Strother
- Paddy Considine (VF : Guillaume Orsat) : Elliot Spruggs
- Fiona Shaw : Pr Catherine Lebourg
- Corin Redgrave : l'inspecteur-chef Clements
- Claire Rushbrook : Grace
- Josh Richards : Keith
- Sarah Woodward : Hilary Ash

 Source et légende : version française (VF) sur RS Doublage

## Distinctions
- 2002 : Sweden Fantastic Film Festival (Grand Prize of European Fantasy Film in Silver) Nick Willing
- 2003 : 
  - Fantasporto (nommé)
  - Cinénygma - Luxembourg International Film Festival (nommé)
- 2004 :
  - Paris Film Festival, 
    - Meilleur acteur Goran Višnjić,
    - Grand Prix Nick Willing,
    - meilleure musique Simon Boswell